# Illawarra Regional Airport
Illawarra Regional Airport är en flygplats i Australien. Den ligger i kommunen Shellharbour och delstaten New South Wales, i den sydöstra delen av landet, omkring 87 kilometer sydväst om delstatshuvudstaden Sydney. Illawarra Regional Airport ligger 10 meter över havet.
Trakten är tätbefolkad. Närmaste större samhälle är Wollongong, omkring 18 kilometer nordost om Illawarra Regional Airport. 
Trakten runt Illawarra Regional Airport består till största delen av jordbruksmark. Genomsnittlig årsnederbörd är 1 352 millimeter. Den regnigaste månaden är februari, med i genomsnitt 211 mm nederbörd, och den torraste är juli, med 36 mm nederbörd.